# 클리몹스크

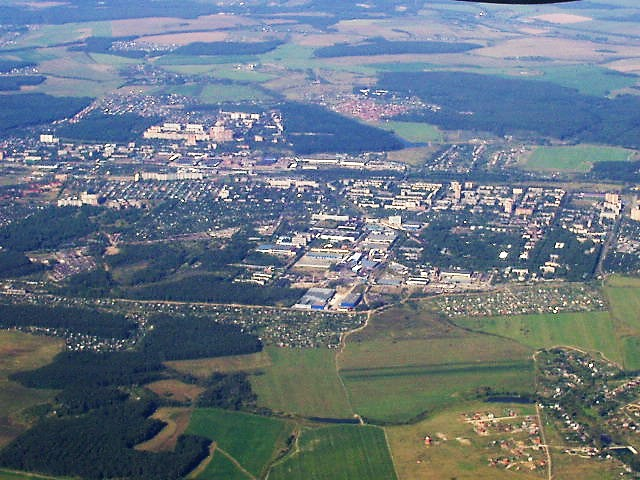
클리몹스크

클리몹스크(러시아어: Климовск)는 러시아 모스크바주에 위치한 도시로 인구는 56,186명(2010년 기준)이다. 모스크바에서 남쪽으로 55km, 포돌스크에서 남쪽으로 8km 정도 떨어진 곳에 위치한다.

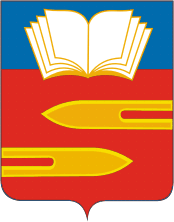
시 문장